# Vệ binh dải Ngân Hà (phim)
Vệ binh dải Ngân Hà (tựa gốc tiếng Anh: Guardians of the Galaxy hay Guardians of the Galaxy Vol. 1) là một bộ phim điện ảnh lấy đề tài siêu anh hùng dựa trên một đội siêu anh hùng giả tưởng cùng tên của Marvel Comics. Được sản xuất bởi Marvel Studios và phân phối bởi Walt Disney Studios Motion Pictures, đây là bộ phim thứ 10 thuộc Giai đoạn 2 trong Vũ trụ Điện ảnh Marvel (MCU). Bộ phim được đạo diễn bởi James Gunn, người đã viết kịch bản cùng với Nicole Perlman. Bộ phim quy tụ dàn diễn viên ngôi sao bao gồm Chris Pratt, Zoe Saldaña, Dave Bautista, Vin Diesel, Bradley Cooper, Lee Pace, Michael Rooker, Karen Gillan, Djimon Hounsou, John C. Reilly, Glenn Close và Benicio del Toro, ngoài ra còn có sự lồng tiếng của Josh Brolin với nhân vật Thanos. Nội dung chính của Vệ binh dải Ngân Hà nói về nhân vật Peter Quill đang trên đường chạy trốn vì ăn cắp một tạo tác mạnh mẽ, đã tạo thành một liên minh phức tạp với một nhóm tội phạm ngoài Trái Đất.
Perlman đã bắt đầu viết các kịch bản từ năm 2009. Nhà sản xuất Kevin Feige lần đầu tiên công khai đề cập đến Guardians of the Galaxy như một bộ phim tiềm năng vào năm 2010. Marvel Studios công bố rằng bộ phim đã được đón nhận tích cực tại San Diego Comic-Con International vào tháng 7 năm 2012 và Gunn được thuê để viết và đạo diễn bộ phim đó vào tháng 9 năm đó. Vào tháng 2 năm 2013, Pratt được hé lộ sẽ đảm nhận vai Peter Quill / Star-Lord, và các diễn viên đã được điền tên trong vài tháng tới. Việc quay phim bắt đầu vào tháng 7 năm 2013 tại Shepperton Studios, nước Anh, với việc quay phim tiếp tục ở London trước khi hoàn thiện vào Tháng Mười năm 2013.
Vệ binh dải Ngân Hà được công chiếu lần đầu tại Nhà hát Dolby ở Hollywood vào ngày 21 tháng 7 năm 2014 và được phát hành rạp tại Hoa Kỳ vào ngày 1 tháng 8, như một phần của Giai đoạn Hai của MCU. Bộ phim đã trở thành một thành công về mặt phê bình và thương mại, thu về 772,8 triệu đô la trên toàn thế giới và trở thành phim siêu anh hùng có doanh thu cao nhất năm 2014, cũng như phim có doanh thu cao thứ ba trong năm 2014. Phim được khen ngợi về kịch bản, chỉ đạo, diễn xuất, hài hước, nhạc phim, hiệu ứng hình ảnh và các pha hành động. Tại Lễ trao giải Oscar lần thứ 87, bộ phim đã nhận được đề cử cho Hiệu ứng hình ảnh xuất sắc nhất và Hóa trang xuất sắc nhất, đồng thời giành được giải Giải Hugo cho phần Trình bày kịch tính hay nhất năm 2015. Phần tiếp theo, Vệ binh dải Ngân Hà 2, được phát hành vào năm 2017. Bộ phim thứ ba, Vệ binh dải Ngân Hà 3, sẽ được phát hành vào năm 2023.

## Nội dung
Năm 1988, sau khi mẹ cậu bé Peter Quill qua đời vì bệnh ung thư, Peter bị một nhóm giang hồ vũ trụ Ravagers bắt cóc. Yondu Udonta - chỉ huy của nhóm, huấn luyện Quill thành đạo chích chuyên nghiệp, với tên gọi "Star-Lord".
26 năm sau, trên hành tinh Morag bỏ hoang, Peter nhận lệnh từ Yondu đi ăn cắp một quả cầu, sau đó đụng độ Korath, một cấp dưới của Ronan Kẻ buộc tội (một người Kree cuồng tín cũng đang tìm quả cầu đó theo thỏa thuận với gã Titan điên Thanos để hủy diệt thủ phủ của đế quốc Nova là Xandar). Mặc dù Peter ôm quả cầu trốn thoát bằng tàu Milano, nhưng Yondu đã giận dữ treo thưởng 40 ngàn để truy lùng anh. Trên hành tinh Xandar, gã đánh thuê Rocket (là gấu mèo biến đổi gen) và bạn là một người cây Groot tìm cách bắt giữ Peter để nhận tiền thưởng từ Yondu. Khi Peter không bán được quả cầu, Gamora, con gái nuôi của Thanos được cử đến giúp Ronan, xuất hiện và cố đánh cướp nó khỏi tay Peter, còn Rocket cùng Groot cố bắt Peter nộp lấy tiền thưởng. Trận chiến ba phe kết thúc bằng việc quân đoàn Nova xuất hiện và bắt giữ cả bốn người, bỏ tù họ trong Kyln.
Tại nhà tù Kyln, một tù nhân to khỏe tên là Drax, nhận ra Gamora và biết cô làm việc cho Ronan, kẻ đã giết gia đình ông. Drax đòi đâm Gamora, nhưng nhanh chóng kỹ năng cận chiến điêu luyện của cô đã tước vũ khí Drax. Peter thuyết phục Drax giữ mạng Gamora để nhử Ronan đến. Gamora tiết lộ rằng cô đã phản bội Ronan, không muốn để cho hắn sử dụng sức mạnh của quả cầu để tiêu diệt các hành tinh, bắt đầu từ Xandar. Vì vậy, Gamora, Quill, Rocket, Groot và Drax hợp tác vượt ngục thoát khỏi Kyln. Cả nhóm bị Nova truy nã, phải lên tàu Milano chạy trốn đến Knowhere, tiền đồn tội phạm hẻo lánh trong không gian được xây dựng trong cái đầu khổng lồ đã đứt lìa của một Celestial. Họ tìm đến ông trùm xứ Knowhere là Nhà sưu tầm Taleneer Tivan để bán quả cầu với giá 4 tỷ. 
Tivan mở quả cầu, tiết lộ bên trong chứa một viên đá vô cực - viên đá Sức mạnh. Nhưng chỉ các sinh vật mạnh nhất, quyền lực nhất mới sử dụng được nó mà không bị chính nó hủy diệt. Khi Tivan đang trả tiền thì cô người hầu tên Carina định sử dụng viên đá để giết ông chủ tàn bạo, viên đá bộc phát sức mạnh giết chính cô và phá tan nhà cửa. Tuy nhiên, trong lúc say xỉn, Drax gọi Ronan đến trả thù, khiến Ronan đánh hơi mò đến và lùng sục đi cướp quả cầu. Ronan ập đến và dễ dàng đánh gục Drax, trong khi những người khác chạy trốn bằng các thuyền cá nhân của khu công nghiệp. Groot quá to con, chui không lọt thuyền nên đành phải ở lại.
Người của Ronan và em gái Gamora là Nebula cố truy sát bằng được nhóm Gamora. Nebula bắn vỡ thuyền của Gamora, để lại cô trôi nổi trong không gian và sau đó Ronan lấy được quả cầu. Ronan quyết định trở mặt với Thanos vì nghĩ rằng mình đã mạnh hơn gã Titan điên. Nebula chọn cách theo chân Ronan để trả thù riêng với Thanos. Về phần Peter, anh đầu hàng với Yondu để cứu Gamora kịp thời thoát chết trong không gian, nhưng Yondu bắt giữ cả 2. Về phần Drax sau khi được Groot vớt lên, tỉnh lại, tập hợp với Rocket. Họ đe dọa tấn công tàu Yondu để giải cứu Peter. Bất đắc dĩ, đành hợp tác với băng nhóm Ravagers dưới trướng Yondu (vì Yondu cũng muốn cướp viên ngọc đem bán) và cầu cứu Quân đoàn Nova mới có thể ngăn chặn được Ronan.
Gần trung tâm Xandar, nhóm Ravagers, Quân đoàn Nova và nhóm của Peter tấn công tàu Dark Aster của Ronan. Ronan sử dụng cây búa của mình (gắn đá Sức mạnh), dễ dàng tiêu diệt phần lớn hạm đội của Quân đoàn Nova. Bên trong tàu Dark Aster, Nebula chạy thoát sau khi bị Gamora đánh bại. Cả nhóm tập kích Ronan, đánh hư hỏng tàu Dark Aster. Groot hy sinh để bao bọc bảo vệ cả nhóm. Ronan đứng lên từ xác tàu và chuẩn bị tiêu diệt Xandar, nhưng Peter với một điệu nhảy đã làm cho hắn xao nhãng, Drax và Rocket bắn phá búa mà Ronan cầm. Peter chộp viên đá, dang rộng vòng tay cùng với Gamora, Drax và Rocket để hứng sức mạnh khủng khiếp từ viên đá, rồi tiêu diệt Ronan.
Cuối phim, Peter đã lén đưa Yondu quả cầu chứa một món đồ chơi, và giao viên đá cho Quân đoàn Nova cất giữ. Chủ tịch quân đoàn Nova cho biết rằng anh chỉ là một nửa người Trái Đất, còn cha anh thuộc một loài cổ xưa, không rõ lai lịch. Peter đã mở ra món quà cuối cùng anh nhận được từ mẹ của mình: băng cát-xét phần 2 với những bài hát yêu thích của bà. Nhóm Peter giờ đã được xóa án tích, được gọi là "Vệ Binh Dải Ngân Hà". Họ rời đi trên chiếc Milano mới với nhánh cây còn sống của Groot, về sau lớn lên thành một phiên bản sơ sinh gọi là Baby Groot.
Trong đoạn post-credits, Tivan ngồi trong kho lưu trữ bị phá hủy của mình với hai vật triển lãm sót lại: một con chó du hành vũ trụ từ Liên Xô và vịt Howard. Tuy nhiên, một số sinh vật quái dị trong bộ sưu tập của Tivan đã sổng chuồng.

## Diễn viên
- Chris Pratt trong vai Peter Quill / Star-Lord:
Người lãnh đạo nửa người, nửa người ngoài hành tinh của Đội Vệ binh bị bắt cóc từ Missouri khi còn nhỏ vào năm 1988 và được nuôi dưỡng bởi một nhóm trộm và buôn lậu người ngoài hành tinh gọi là Ravagers. Về nhân vật, Pratt nói, "Anh ấy đã có một khoảng thời gian khó khăn khi còn là một đứa trẻ, và bây giờ anh ấy đi khắp không gian, làm quen với những cô gái ngoài hành tinh nóng bỏng và chỉ là một kẻ bất hảo và hơi ngớ ngẩn, và thông qua việc hợp tác với những người này, bạn sẽ tìm thấy mục đích cao hơn cho bản thân." Anh cũng nói thêm rằng nhân vật này là sự pha trộn giữa Han Solo và Marty McFly. Pratt, người chủ yếu được biết đến khi đóng các nhân vật phụ, bao gồm Andy Dwyer trong loạt phim truyền hình Parks and Recreation, ban đầu đã từ chối vai diễn này. Pratt đã giảm cân để thể hiện những nhân vật phù hợp trong các bộ phim như Moneyball và Zero Dark Thirty, và từ bỏ tham vọng đóng vai chính trong các bộ phim hành động sau khi khiêm tốn thử vai cho Star Trek và Avatar. Giám đốc casting Sarah Finn đã gợi ý Pratt cho Gunn, người đã bác bỏ ý kiến này mặc dù rất vất vả để chọn vai diễn đó. Mặc dù vậy, Finn đã sắp xếp một cuộc gặp gỡ giữa hai người, lúc đó Gunn ngay lập tức bị thuyết phục rằng Pratt là người hoàn hảo cho vai diễn này. Pratt cũng đã thắng Feige, mặc dù đã tăng cân trở lại cho Delivery Man. Trước khi quay phim, Pratt đã trải qua một chế độ ăn kiêng và luyện tập nghiêm ngặt để giảm 60 pound (27 kg) trong sáu tháng. Pratt đã ký hợp đồng nhiều phim với Marvel, và được cho phép tạm thời nghỉ việc trong Parks and Recreation để thích nghi với việc tham gia bộ phim. Wyatt Oleff thủ vai Quill hồi nhỏ.
- Zoe Saldaña trong vai Gamora:
Một đứa trẻ mồ côi từ một thế giới ngoài hành tinh tìm cách chuộc lại tội ác trong quá khứ của mình. Cô được Thanos huấn luyện để trở thành sát thủ riêng của hắn. Saldaña nói rằng cô ấy trở thành Gamora thông qua trang điểm chứ không phải hình ảnh do máy tính tạo ra (CGI) hoặc chụp hiệu suất. Khi nhận vai, Saldaña nói, "Tôi rất vui khi được James Gunn đề nghị tham gia và đóng vai ai đó màu xanh lá cây. Trước đây tôi đã từng là người da xanh [trong Avatar ]." Saldaña mô tả Gamora là "... một chiến binh, cô ấy là một sát thủ và cô ấy rất nguy hiểm, nhưng thứ cứu cô ấy cũng chính là thứ có thể giết chết cô ấy. Cô ấy có ý thức về lẽ phải. Cô ấy là một người rất công bình."
- Dave Bautista trong vai Drax the Destroyer:
Một chiến binh tìm cách trả thù cho cái chết của gia đình mình dưới bàn tay của Ronan.  Về việc liên quan đến nhân vật, Bautista nói, "Tôi có thể liên quan đến Drax đến mức nó thậm chí không buồn cười. Chỉ là những điều đơn giản mà chúng tôi có chung. Những thứ đơn giản như hình xăm, thảm kịch - bởi vì, bạn biết đấy, Tôi cũng có một chút bi kịch trong cuộc sống của mình. Vì vậy, tôi thực sự dễ dàng rút ra khỏi điều đó. " Bautista cũng nói rằng có rất nhiều sự nhẹ nhõm trong truyện tranh đối với Drax, nhưng nhân vật này không hề hay biết. Bautista nói rằng anh ấy đã không chuẩn bị nhiều cho vai diễn, bởi vì "May mắn thay, đối với tôi, tôi là một vận động viên cả đời và tôi đã thích nghi rất nhanh." Lớp trang điểm của Bautista mất khoảng bốn giờ để trang điểm, mặc dù nó có thể được loại bỏ chỉ trong 90 phút.  Drax có nhiều kiểu sẹo khác nhau trên cơ thể, thay thế cho những hình xăm đơn giản trong truyện tranh, mỗi hình có một câu chuyện cụ thể. Ngoài ra, màu da của anh ta đã được thay đổi từ màu xanh lá cây tươi sáng trong truyện tranh sang màu xám mờ hơn, để tránh những nét tương đồng về hình ảnh với Hulk.
- Vin Diesel trong vai Groot:
Một người hình giống cây, anh ta là đồng bọn của Rocket. Diesel nói rằng anh ấy đã cung cấp giọng nói và ghi lại chuyển động cho Groot, sau khi ban đầu đang đàm phán để đóng vai chính trong một bộ phim Marvel Giai đoạn Ba mới.  Diesel cũng lồng tiếng cho Groot trong một số bộ phim phát hành bằng tiếng nước ngoài. Krystian Godlewski đã khắc họa nhân vật này trên phim trường, mặc dù diễn xuất của anh ấy không được sử dụng trong CGI nhân vật cuối cùng. Về nhân vật mà Gunn dựa trên chú chó của mình, Gunn nói, "Tất cả các Vệ binh đều bắt đầu bộ phim như những tên khốn - ngoại trừ Groot. Anh ta là một người vô tội. Anh ta là một kẻ chết chóc trăm phần trăm và một trăm phần trăm ngọt ngào. Anh ta thực sự bị cuốn vào cuộc đời của Rocket." Gunn nói thêm rằng thiết kế và chuyển động của Groot đã mất "thời gian tốt hơn của một năm" để tạo ra.  Gunn nói thêm, "Những cách mà Vin Diesel nói, 'Tôi là Groot,' tôi rất ngạc nhiên. Tất cả những câu 'Tôi là Gốc' trước đó đều có giọng không hay chút nào ... Vin đã đến trong và trong một ngày, nằm xuống tất cả những bài hát 'I am Groot' này, và anh ấy là một người cầu toàn. Anh ấy bắt tôi phải giải thích với anh ấy bằng [ sic ] 'Tôi là Groot', chính xác những gì anh ấy đang nói ...Về những từ hạn chế được sử dụng bởi Groot, Diesel nói theo nhiều cách, đây là, "... điều khó khăn nhất để yêu cầu một diễn viên làm." Diesel tìm thấy một nốt nhạc xúc động trong màn trình diễn của mình, khi nhắc đến cái chết của người bạn và bạn diễn Fast & Furious Paul Walker, nói rằng, "Đây là vào tháng 12 năm 2013, và lần đầu tiên tôi quay lại với con người. chúng sinh sau khi đối mặt với cái chết, vì vậy đóng vai một nhân vật kỷ niệm cuộc sống theo cách Groot làm là rất tốt." Hình dạng và khả năng thay đổi kích thước của Groot được nhìn thấy, Gunn nói rằng anh ta có khả năng phát triển trong phim.
- Bradley Cooper trong vai Rocket:
Một thợ săn tiền thưởng được biến đổi gen dựa trên cơ sở gấu trúc, lính đánh thuê, đồng thời là bậc thầy về vũ khí và chiến thuật chiến đấu.  Gunn đã làm việc với những con gấu trúc sống để có được cảm giác chính xác cho nhân vật và để đảm bảo rằng nó "không phải là một nhân vật hoạt hình", nói rằng, "Nó không phải là Bugs Bunny ở giữa Avengers, đó là một con quái vật thực sự, nhỏ bé, hơi bị méo mó chỉ có một mình. Không có ai khác trong vũ trụ giống như anh ta, anh ta được tạo ra bởi những người này để trở thành một cỗ máy chiến đấu tồi tệ." Gunn cũng dựa trên nhân vật của mình. Mô tả về Rocket trong mối quan hệ với những Người bảo vệ còn lại, Cooper nói, "Tôi nghĩ Rocket rất năng động. Anh ấy giống như Joe Pesci trong anh chàng Goodfellas." Cooper lồng tiếng cho Rocket, trong khi Sean Gunn (em trai của James) đứng cho nhân vật này trong quá trình quay phim. James Gunn nói rằng đối với vai Rocket, một số chuyển động thể chất của Cooper, bao gồm cả biểu cảm khuôn mặt và chuyển động tay, được ghi lại là tài liệu tham khảo tiềm năng cho các nhà làm phim hoạt hình,  mặc dù phần lớn diễn xuất của Sean Gunn được sử dụng xuyên suốt bộ phim. Sean lưu ý rằng họ "hơi vấp" trong quá trình anh ấy biểu diễn trên phim trường vì họ "không chắc chúng tôi sẽ tạo ra nhân vật đó như thế nào". Quy trình tương tự tiếp tục được sử dụng cho tất cả các lần xuất hiện tiếp theo của Rocket. Trước khi Cooper được chọn, James Gunn nói rằng việc tìm ra giọng nói cho Rocket là một thách thức, rằng anh ấy đang tìm kiếm một người có thể cân bằng "các mẫu giọng nói nhanh mà Rocket có, nhưng cũng có thể hài hước, bởi vì anh ấy thực sự rất hài hước. Nhưng cũng có cái tâm của Rocket. Bởi vì thực sự có một số cảnh khá kịch tính với Rocket."
- Lee Pace trong vai Ronan the Accuser:
Một người Kree cuồng nhiệt và tội phạm chiến tranh, người đồng ý lấy một cổ vật cho Thanos để đổi lấy sự tiêu diệt kẻ thù truyền kiếp của hắn, người Xandar. Ronan và đội quân Sakaaran của hắn ta truy lùng các Hộ vệ khi họ cản trở mục tiêu của anh ta. Mô tả về Ronan, Gunn nói, "Anh ta là nhân vật phản diện chính, và anh ta là một kẻ thực sự xoắn, anh ta thực sự có khuynh hướng tôn giáo trong phim này. Anh ta có một cái nhìn rất bệnh hoạn và lệch lạc về đạo đức là gì; sức mạnh là đức hạnh và điểm yếu là tội lỗi và đó là những gì anh ấy sống, và tôi nghĩ anh ấy rất đáng sợ vì niềm tin của anh ấy là có thật đối với anh ấy. " Pace, người ban đầu thử vai Peter Quill,  mô tả Ronan là một "kẻ tâm thần" và một "con quái vật".
- Michael Rooker trong vai Yondu Udonta:
Một tên cướp da xanh, là thủ lĩnh của Ravagers và là người cha của Quill. Yondu giúp Quill đánh cắp quả cầu trước khi Quill phản bội anh ta, để Yondu và Ravagers đuổi theo các Guardians. Về nhân vật, Rooker nói, anh ta có "một số vấn đề thú vị - không phải người tốt, không phải kẻ xấu. Có hy vọng và có trái tim bên trong Yondu." Gunn đã tạo ra phiên bản phim của nhân vật đặc biệt với Rooker, đồng thời mượn chiếc mohawk của nhân vật và sử dụng một mũi tên điều khiển bằng tiếng huýt sáo từ truyện tranh. Rooker hoàn toàn cam kết với vai diễn này khi anh biết rằng vai diễn của mình trong loạt phim truyền hình The Walking Dead sẽ kết thúc. Rooker mất khoảng bốn giờ để trang điểm.
- Karen Gillan trong vai Nebula:
Một cô con gái nuôi của Thanos, người được nuôi dưỡng với Gamora như anh em ruột và là một trung úy trung thành của Ronan và Thanos. Về nhân vật, Gillan nói, "Cô ấy là nữ phản diện của bộ phim... Cô ấy rất tàn bạo và độc ác, nhưng tôi thích nghĩ cho một lý do rất xác đáng." Cô ấy cũng nói thêm, "Tôi nghĩ cô ấy là một nhân vật thực sự thú vị. Điều tôi thích đùa giỡn là cô ấy ghen tị như thế nào. Cô ấy là chị gái của Gamora, và có rất nhiều sự ganh đua giữa anh chị em . Đó là khía cạnh thú vị nhất đối với tôi, bởi vì Sự ghen tuông có thể khiến bạn trở nên cay đắng và trở nên xấu xí. Và cô ấy là một kẻ tàn bạo hoàn toàn, vì vậy điều đó cũng rất vui." Gillan đã nghiên cứu về những người Sparta cổ đại, cạo trọc đầu và tập luyện trong hai tháng cho vai diễn này. Trang điểm của nhân vật mất khoảng bốn tiếng rưỡi.
- Djimon Hounsou trong vai Korath:
Một đồng minh của người Kree của Ronan, một thợ săn đáng sợ giữa các thiên hà. Về lý do tại sao anh ấy nhận vai này, Hounsou nói, "Tôi có một cậu con trai bốn tuổi rất thích các siêu anh hùng từ Người Nhện, Người Sắt đến Người Dơi. Nó có tất cả các bộ trang phục. Một ngày nọ, nó nhìn tôi và nói "Bố, con muốn có làn da sáng để con có thể trở thành Người Nhện. Người Nhện có làn da sáng." Đó thực sự là một cú sốc. Đây là lý do tại sao tôi rất hào hứng trở thành một phần của Vũ trụ Marvel, vì vậy tôi hy vọng có thể cung cấp sự đa dạng đó trong vai trò của siêu anh hùng."
- John C. Reilly trong vai Rhomann Dey: Một quân nhân trong Quân đoàn Nova, lực lượng quân đội và cảnh sát của Đế chế Nova.
- Glenn Close trong vai Irani Rael:
Thủ lĩnh của Quân đoàn Nova, được gọi là Nova Prime, có nhiệm vụ bảo vệ các công dân của Đế chế Nova và giữ hòa bình. Close nói rằng cô ấy "luôn muốn được tham gia một bộ phim như thế này", và rằng sẽ là "thú vị nhất khi đóng vai Judi Dench [vai M] hoặc Samuel L. Jackson [trong vai Nick Fury ]". Cô ấy nói rằng cô ấy nhận vai vì cô ấy "thích làm những thứ khác biệt" và muốn chứng tỏ rằng cô ấy "[đã] luôn nỗ lực cho bất cứ điều gì." Cô ấy cũng nói rằng hợp đồng của cô ấy có "một số" phim trong đó và cô ấy sẽ sẵn sàng làm việc trên các bộ phim khác của Marvel Studios ngoài việc trở lại cho các phần tiếp theo của Guardians.
- Benicio del Toro trong vai Taneleer Tivan / The Collector: Một người canh giữ ám ảnh của bộ sưu tập lớn nhất về động vật, di tích và các loài giữa các vì sao trong thiên hà, người hoạt động ngoài một nơi trong không gian tên là Knowhere. Mô tả màn trình diễn của del Toro, Gunn nói, "Anh ấy giống như một Liberace ngoài không gian. Đó là những gì nó nói trong kịch bản, điều mà anh ấy đang làm." Khi đưa nhân vật vào cuộc sống, del Toro nói, "Điều mà James [Gunn] muốn, mà tôi đã phát hiện ra từng chút một khi tôi đang làm, đó là anh ấy muốn tôi khám phá và cứ tiếp tục thúc đẩy nhân vật và giữ tạo ra [anh ấy] như tôi đang ở trước máy quay. "

Ngoài ra, Josh Brolin xuất hiện, không được công nhận, trong vai Thanos thông qua lồng tiếng và nắm bắt hiệu suất, đảm nhận vai trò từ Damion Poitier. Sean Gunn đã hỗ trợ Thanos trong quá trình quay phim và đóng vai Kraglin Obfonteri, người bạn đầu tiên của Yondu trong Ravagers. Alexis Denisof đảm nhận vai vizier của Thanos, "the Other", trong The Avengers. Ophelia Lovibond thủ vai Carina, nô lệ của Collector; Peter Serafinowicz đóng vai Denarian Garthan Saal, một sĩ quan Quân đoàn Nova; Gregg Henry đóng vai ông nội của Quill; Laura Haddock đóng vai mẹ của Quill, Meredith; Melia Kreiling đóng vai Bereet; Christopher Fairbank đóng vai Người môi giới;  Mikaela Hoover đóng vai trợ lý của Nova Prime;  Marama Corlett đóng vai một ông chủ hầm hố tại quán bar, The Boot; Emmett J. Scanlan đóng vai một người bảo vệ chống bạo động Nova; Alexis Rodney đóng vai Moloka Dar; Tom Proctor đóng vai Horuz, một thành viên Ravager; và Spencer Wilding vào vai một cai ngục đã tịch thu Walkman của Quill. Diễn viên Fred của Canine xuất hiện trong vai Cosmo. Stephen Blackehart có một vai phụ. Naomi Ryan cũng có một vai phụ trong phim, mặc dù nó đã bị cắt trong phiên bản cuối cùng. Các nhân vật khách mời trong phim bao gồm: James Gunn trong vai một Sakaaran; Stan Lee trong vai một người đàn ông của Quý bà Xandarian; Lloyd Kaufman trong vai một tù nhân; Nathan Fillion trong vai một người bạn tù; Rob Zombie trong vai người lồng tiếng cho Ravager Navigator; nhà soạn nhạc Tyler Bates trong vai phi công Ravager; và Seth Green lồng tiếng Chú vịt Howard.

## Tương lai

### Các phần phim tiếp theo

#### Vệ binh dải Ngân Hà 2
Vệ binh dải Ngân hà 2 được phát hành vào ngày 5 tháng 5 năm 2017, một lần nữa do James Gunn viết kịch bản và đạo diễn. Pratt, Saldaña, Bautista, Diesel, Cooper, Rooker, Gillan và Sean Gunn đều đóng lại vai của họ trong phim, và được tham gia bởi Pom Klementieff trong vai Mantis, Elizabeth Debicki trong vai Ayesha, Chris Sullivan trong vai Taserface, và Kurt Russell trong vai Ego, cha của Quill.

#### Vệ binh dải Ngân Hà 3
Guardians of the Galaxy Vol. 3 dự kiến phát hành vào ngày 5 tháng 5 năm 2023, với Gunn trở lại viết kịch bản và đạo diễn. Pratt, Saldaña, Bautista, Diesel, Cooper, Gillan, Klementieff, và Sean Gunn đóng lại vai của họ trong phim, và tham gia cùng Will Poulter trong vai Adam Warlock.

### Truyền hình

#### The Guardians of the Galaxy Holiday Special
Vào tháng 12 năm 2020, Feige thông báo rằng một chương trình truyền hình đặc biệt của Disney+ có tựa đề The Guardians of the Galaxy Holiday Special, do Gunn viết kịch bản và đạo diễn, sẽ được phát hành vào năm 2022.

#### I Am Groot
Vào tháng 12 năm 2020, I Am Groot, một loạt phim ngắn hoạt hình tập trung vào Baby Groot, được công bố cho Disney+.